# 沿山閩語
沿山閩語，又稱內陸閩語，是語言學界近年來提出的一個閩語分片，其下包括閩北語和閩中語，全部分佈在福建省中北部內陸地區。因該地域多山，故而稱為「沿山閩語」。
20世紀初，語言學家們基於研究福州話和廈門話之間的差別，將閩語分為「閩北方言」和「閩南方言」兩片。在此時期，對閩北和閩中地區的方言研究長期處於空白階段。然而，根據1957年中國大陸進行的漢語方言普查發現，閩語之間的差別主要是在東西（沿海和內陸）之別，而並非南北之別。若按「閩南、閩北分區法」，「閩北方言」中的建甌話與「閩南方言」中的沙縣話之間存在不少共同點，與同為「閩北方言」的福州話之間反而差別迥異。因此，「閩南、閩北分區法」被逐漸廢棄，取而代之的是閩語的五區分區法。語言學者們發現，閩北語和閩中語之間的共同特徵較多，因此把它們統稱為「閩語西二區」，或統稱為沿山閩語。
由於歷史和地理的因素，沿山閩語既具有閩語的共同特徵，又受到客家語和贛語的影響。其地域上越往西，受客家語影響越大。邵武、將樂地帶通行的是受客家語和贛語影響的一系列混合型土語，稱為「閩客贛過渡方言」（或邵將語），其歸屬存在爭議。建寧、泰寧的方言則完全被贛語化。
在閩語中，沿山閩語中的撮口呼字比較多。部份來母字讀作/s/或/ʃ/；部份見母、禪母字，沿山閩語顯現出與其他語言差別迥異的特殊聲母讀法。
沿山閩語雖存在入聲字，但只有入聲的聲調，而沒有塞音韻尾。沿山閩語中多音字連讀變調現象很少見，僅在閩中語部份方言中有，其他方言中雖存在，但無普遍規律可尋，讀作原調亦可。
在沿山閩語中，三個人稱代詞全部讀為同一個聲調。比如，在建甌話中「我」、「你」、「渠」（他）分別讀作（uɛ˦˨）、（ni˦˨）、（ky˦˨），全部讀陽入調。